# Zwódne
Zwódne – wieś w Polsce położona w województwie lubelskim, w powiecie zamojskim, w gminie Zamość.
W latach 1975–1998 miejscowość administracyjnie należała do województwa zamojskiego.
Wieś jest sołectwem w gminie Zamość. Według Narodowego Spisu Powszechnego z roku 2011 wieś liczyła 206 mieszkańców.
Wierni Kościoła rzymskokatolickiego należą do parafii św. Stanisława w Żdanowie. Znajdują się tu dwie zabytkowe figurki, z których jedna pochodzi z 1905 roku, a druga, św. Jana Nepomucena, z roku 1907.